# Mont Cook
El mont Cook (en anglès: Mount Cook; en maori: Aoraki o Aorangi i oficialment Aoraki/Mount Cook) és la muntanya més alta de Nova Zelanda, amb una alçada de 3.724 msnm. És un pic dels Alps de Nova Zelanda, una serralada muntanyosa que recorre tota la costa occidental de l'Illa Sud de Nova Zelanda. Diverses glaceres, com la Tasman i la Hooker pengen dels seus vessants.

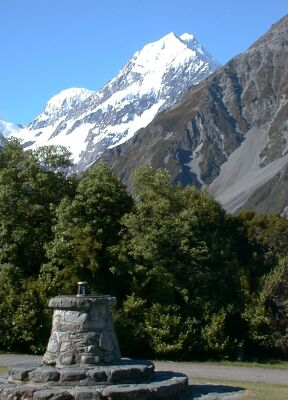
La panoràmica més típica del mont Cook, des de l'Hotel Hermitage, a Mount Cook Village.

A banda de ser una important destinació turística, és una regió amb una llarga tradició en l'alpinisme.

## Medi físic

### Localització
El mont Cook es troba dins el Parc Nacional Aoraki/Mount Cook, declarat el 1953, i des de 1990 Patrimoni de la Humanitat per la Unesco formant part de Te Wahipounamu. En ell hi ha més de 140 cims que superen els 2.000 m i 72 glaceres, que cobreixen el 40% del total del seu territori, 700 km².
La població de Mount Cook Village és el centre turístic de la zona, i el campament base per pujar la muntanya. Es troba a set quilòmetres de la base de la glacera Tasman, i a dotze al sud de la base del mont Cook. La ciutat més propera és Twizel.

### Geologia

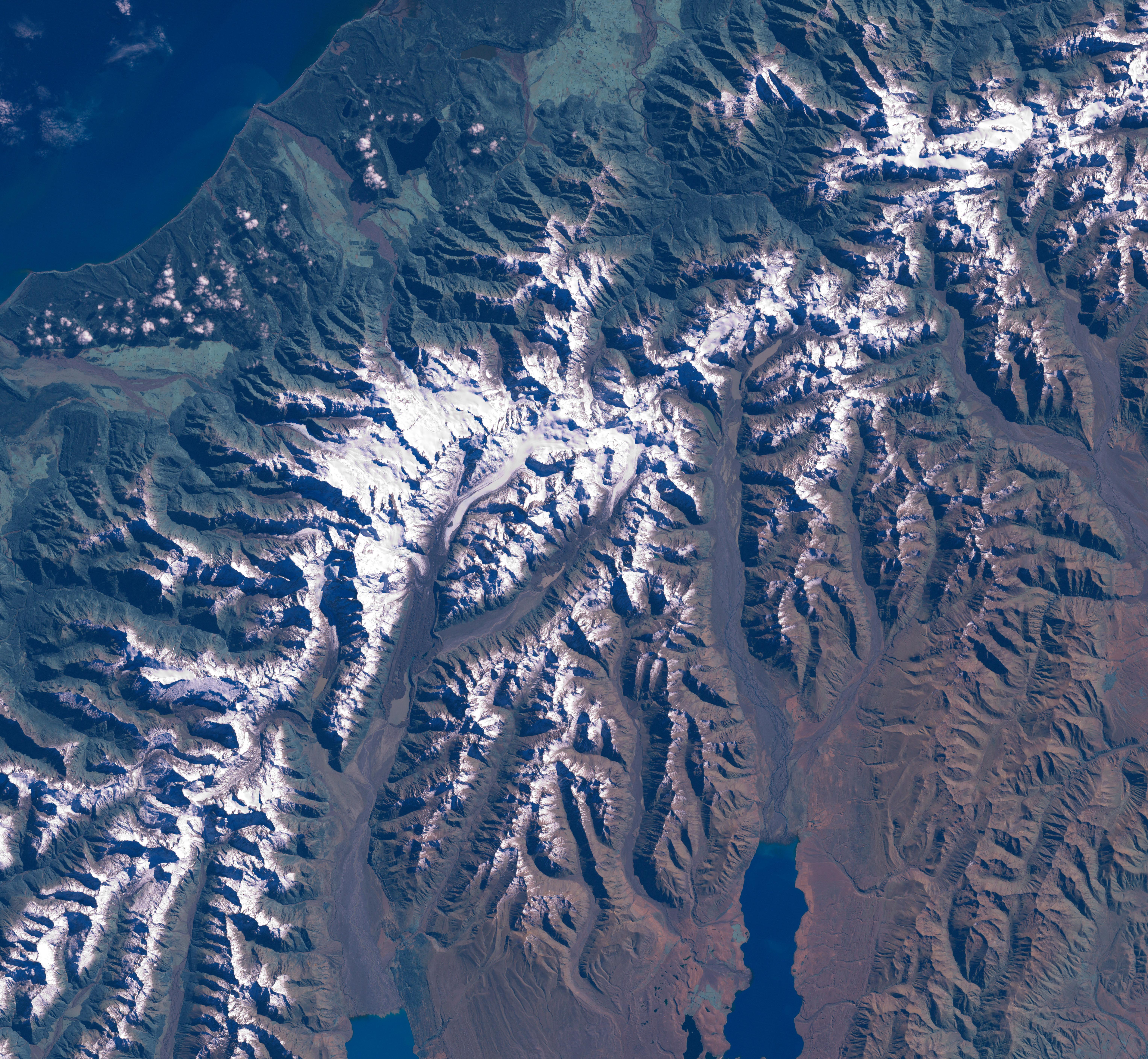
Imatge del mont Cook presa pel Satèl·lit LandSat.

Els Alps de Nova Zelanda es formaren per la pressió  tectònica generada pel xoc de la placa del Pacífic i la Indoaustraliana al límit convergent que coincideix amb la línia de costa occidental de l'illa. La subducció continua, elevant el mont Cook una mitjana de 7 mm a l'any. Amb tot, les forces erosives també modelen de forma poderosa aquestes muntanyes, que pateixen un clima rigorós per l'acció dels poderosos vents de l'oest anomenats «quaranta rugents». Els Alps de Nova Zelanda són el primer i únic obstacle que aquests vents es troben durant el seu camí pels mars del sud.
L'altura del mont Cook fou establerta el 1881 per G. J. Roberts des del vessant occidental, i el 1889 per T. N. Brodrick des del vessant de Canterbury. Els seus càlculs van coincidir en 12.349 peus (3.764 m). Aquesta alçada es va reduir en 10 metres quan uns deu milions de metres cúbics de roca i gel es precipitaren des del més alt del pic nord el 14 de desembre de 1991.

### Clima
Els vents de quaranta rugents provoquen un potent efecte Föhn a la zona, que eleva la mitjana anual de precipitacions fins als 7.600 mm. Això permet l'existència de boscos tropicals a la costa i alimenta les glaceres: Tasman i Murchinson a l'est de la muntanya i les més petites Hooker i Mueller al sud.

## Història

### Llegendes i tradicions maoris

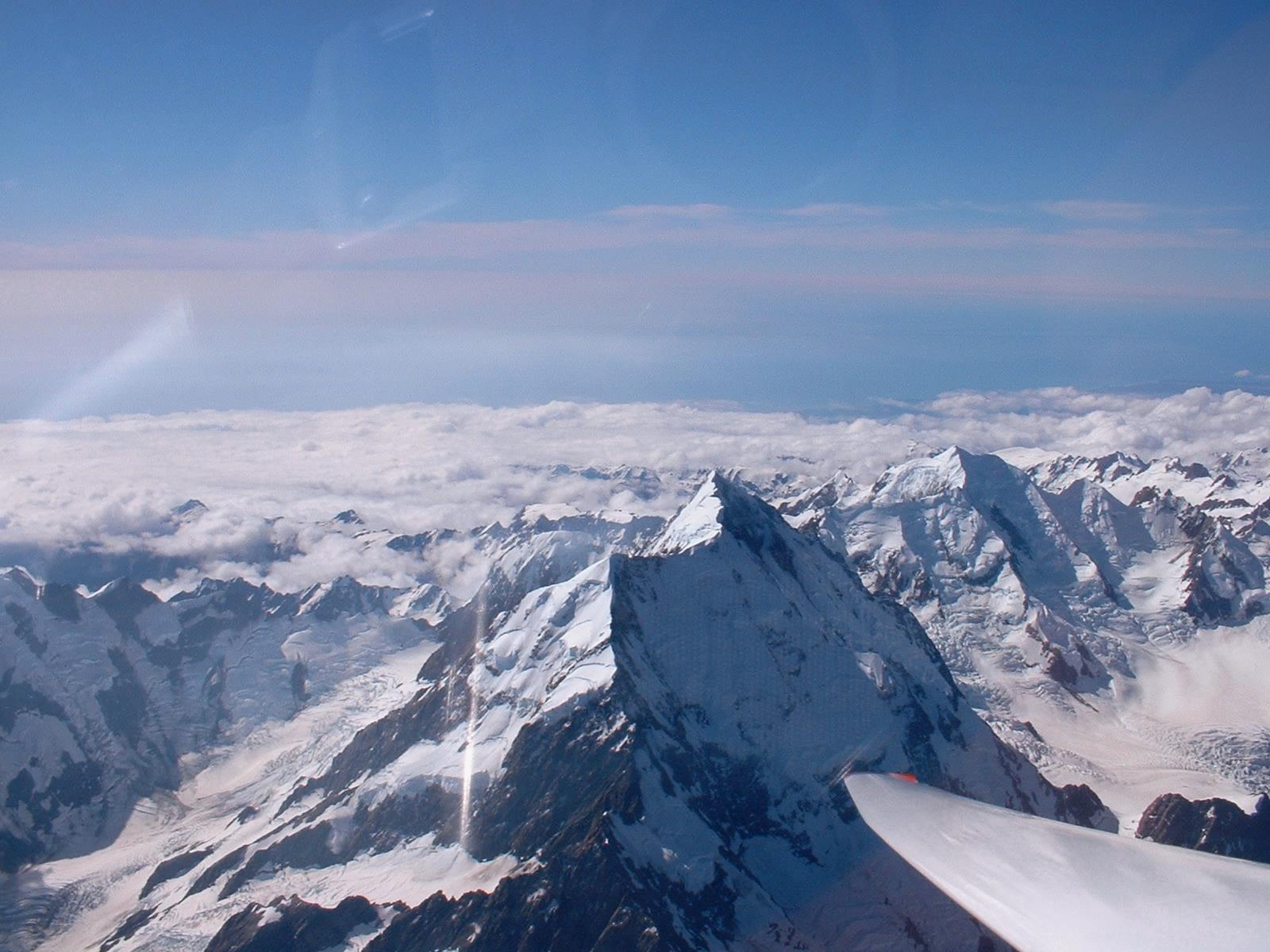
El mont Cook vist des del sud, des d'un planejador a 4.000 m.

Segons una llegenda maori, Aoraki era fill de Rakinui, el «Pare Cel». Durant el seu viatge per Papatuanuku, la «Mare Terra», la seva canoa encallà en un escull i volcà. Aoraki i els seus germans pujaren a la quilla de la canoa, però el vent els congelà, convertint-los en pedra. La canoa es convertí en Te Waka o Aoraki, l'Illa Sud. Aoraki, el més alt, es transformà en la muntanya més gran de l'illa, i els seus germans formaren els Kā Tiritiri o te Moana, els Alps de Nova Zelanda.
Els Ngāi Tahu, el principal iwi (tribu) de la regió sud de Nova Zelanda, consideren Aoraki com el més sagrat dels avantpassats dels quals descendeixen.

### Descobriment pels europeus
Tot i que la muntanya era coneguda pels maoris des de feia segles, el primer europeu a veure-la fou Abel Tasman, el 13 de desembre de 1642 durant el seu primer viatge per l'oceà Pacífic. El nom anglès Mount Cook fou imposat a la muntanya el 1851 pel capità John Lort Stokes per homenatjar al capità James Cook, el primer a explorar i circumnavegar les illes de Nova Zelanda el 1770. Amb tot, el capità Cook no albirà aquesta muntanya durant les seves exploracions.

### Història recent
Després de l'acord entre els Ngāi Tahu i la Corona el 1998, el nom oficial de la muntanya canvià de «Mount Cook» a «Aoraki/Mount Cook» per incorporar el seu nom històric maori, «Aoraki». Com a part de l'acord diversos topònims de l'Illa Sud foren modificats per incorporar el nom autòcton maori. Aquest fou l'únic topònim compost en què el nom maori precedeix l'anglès.

## Alpinisme

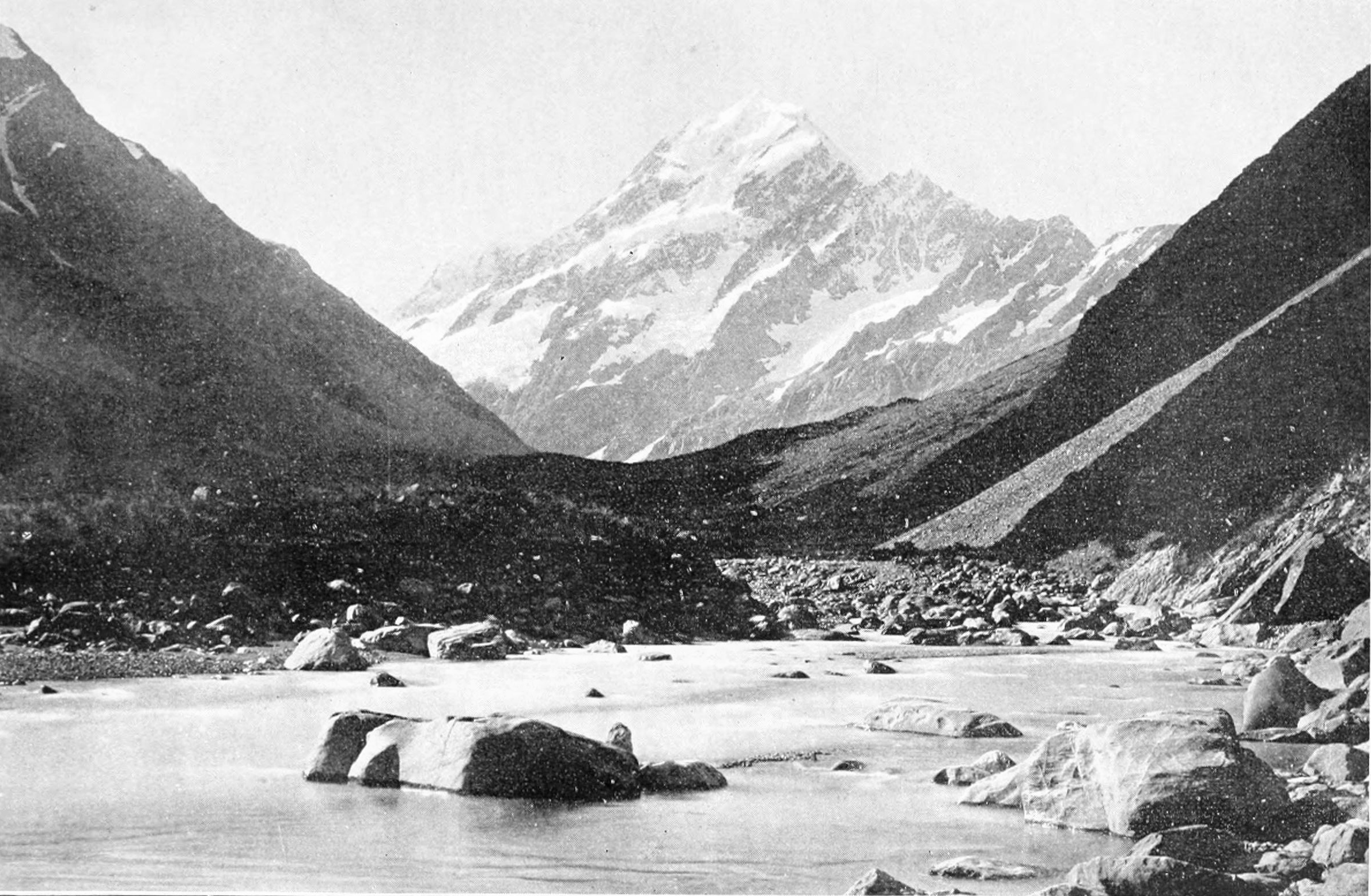
El mont Cook des del riu Hooker, en una foto de David Paul Gooding de 1913.

El primer intent europeu de fer el cim fou fet pel mossèn irlandès William S. Green, l'hoteler suís Emil Boss i el guia de muntanya suís Ulrich Kaufmann el 2 de març de 1882 per les glaceres Tasman i Linda. Hugh Logan, autor d'una guia sobre el mont Cook, creu que es quedaren a menys de 50 m del cim.
La primera ascensió completa es va fer el 25 de desembre de 1894 pels neozelandesos Tom Fyfe, James Jack Clarke i George Graham; que van fer cim per la vall Hooker i la cresta nord. El guia de muntanya suís Matthias Zurbriggen realitzà la segona ascensió el 14 de març de 1895, pel costat de la glacera Tasman i la cresta que actualment duu el seu nom.
La primera dona a escalar la muntanya fou l'australiana Freda du Faur, el 3 de desembre de 1910. El guia local George Bannister, descendent de Te Koeti Turanga dels Ngāi Tahu, fou el primer maori a escalar amb èxit el cim el 1912.

## Plató de cinema
La imatge del mont Cook es va fer mundialment famosa per haver estat la localització exterior de les escenes de la pel·lícula de Peter Jackson El Senyor dels Anells: La Germandat de l'Anell que tenen lloc al fictici mont Caradhras, cim sota el qual hi ha Khazad-dûm.